# Conservatori de París

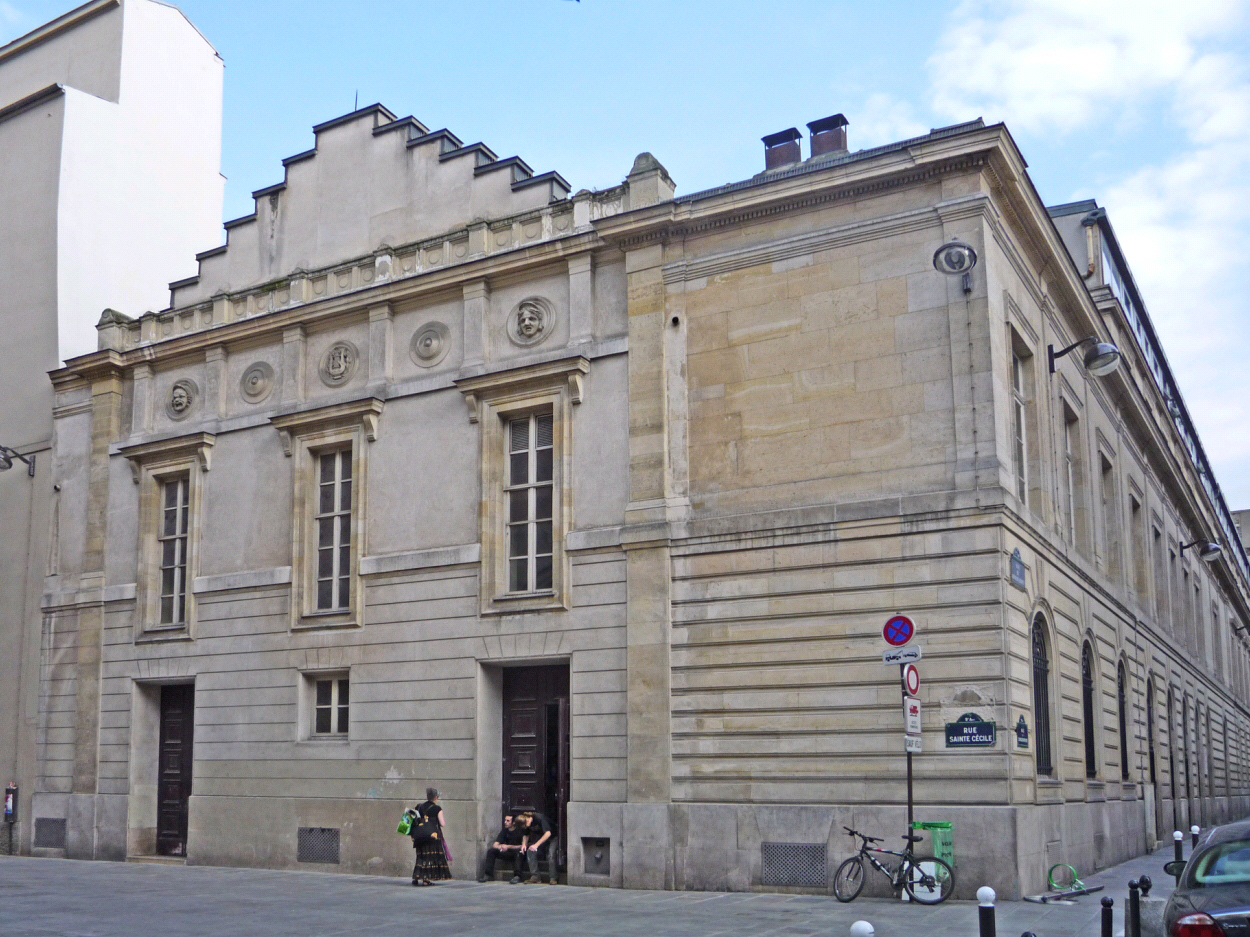
Teatre del Conservatori

El Conservatori de París, (Conservatoire national supérieur de musique et de danse de Paris, CNSMDP; en català, Conservatori nacional superior de música i dansa de París) —antigament Conservatoire de Paris—, és una institució pública de caràcter administratiu, que té el seu origen en el Conservatori de música (Conservatoire de musique) fundat el 3 d'agost de 1795 (16 de termidor, any III) per la Convenció, el poder legislatiu de la nova república posterior a la Revolució Francesa. El CNSMDP ofereix ensenyaments professionals de música, dansa i altres matèries relacionades.

## Història
Lluís XIV creà, en un decret del 28 de juny de 1669, l'Acadèmia reial de música. L'Acadèmia estava relacionada amb la Casa del Rei. D'altra banda, el Consell d'Estat del Rei del 3 de gener de 1784 afegí l'Escola reial de cant i declamació que s'instal·la en el Hôtel des menus plaisirs. Aquestes dues institucions mostren la voluntat existent a l'època d'estructurar i de prendre seriosament l'ensenyament de les arts dramàtiques i musicals.

## Institut Nacional de Música
El 1792 la Revolució afegeix l'Escola municipal de música a l'Escola reial de Cant i de declamació. Més endavant, el 8 de novembre de 1793 (18 de brumari de l'any II), es presenta el primer esbós d'un establiment únic dedicat a l'educació musical: l'Institut Nacional de Música, fundat per un decret de la Convenció Nacional i que comptava amb un pressupost propi, que quedaria sota la direcció de François-Joseph Gossec.

## Conservatori de música
Amb prou feines dos anys més tard, en una llei del 3 d'agost de 1795 (16 de termidor de l'any III), la Convenció Nacional decideix la creació del Conservatori de música en lloc de l'Institut nacional de música. La nova estructura és administrada per un directori format per Gossec, Méhul i Cherubini, amb Bernard Sarrette en el càrrec de comissari encarregat de l'organització. L'ensenyament es limita a les disciplines instrumentals, particularment cordes i vents.
L'any 1800 Sarrette es fa càrrec de la institució, i els ensenyaments del Conservatori s'estenen també a l'art dramàtic i a la dansa. El 1806 François-Antoine Habeneck crea l'orquestra dels alumnes i aquell mateix any, el Conservatori passa a dir-se Conservatori de Música i de Declamació, denominació que serà conservada, amb alguna excepció, fins a 1934, quan la institució serà anomenada Conservatori Nacional de Música i d'Art Dramàtic.

## Conservatori de música i de declamació
El Conservatori va romandre tancat durant la Restauració borbònica a causa del seu origen revolucionari. El 1816 va ser transformat en l'Escola reial de música i de declamació sota l'administració d'un inspector general, François-Louis Perne. Aquest canvi va comportar reduccions en el nombre de professors i d'activitats. La institució no recobrà el seu prestigi fins al 1822, quan Luigi Cherubini és nomenat director. Tanmateix, caldrà esperar fins al 1830 per veure el nom de Conservatori oficialitzat de nou.
Cherubini estructurarà la institució amb una organització que encara avui persisteix: instauració d'un sistema de concurs d'entrada i de sortida, elaboració de mètodes oficials d'ensenyament, incorporació d'un nombre més gran d'instruments (piano, arpa, contrabaix, trompeta, cant, etc.).
En aquesta època, les escoles de música de Lilla i Tolosa passen a dependre del conservatori (ordre del 20 de desembre de 1826), i el 1850 és promulgat un reglament de règim interior.
Els successors de Cherubini al capdavant del Conservatori, Esprit Auber (1842-1871), Francisco Salvador Daniel (1831-1871), Ambroise Thomas (1871-1896), Théodore Dubois (1896-1905), Gabriel Fauré (1905-1920), Henri Rabaud (1920-1941) i Claude Delvincourt (1941-1946), desenvoluparan el Conservatori de Música i de Declamació fins a convertir-lo en el principal punt de referència de l'ensenyament musical a tot Europa.
També en fou deixeble Yvonne Loriod, pianista que fou la segona esposa de Messiaen.
El 1864 es funda el Museu d'instruments musicals. El 1905, mitjançant un decret es detalla l'organització del conservatori, els nomenaments, els tractaments, les faltes disciplinàries del cos docent i administratiu, l'organització dels exàmens, i fins i tot la composició dels jurats d'admissió. Les disciplines existents s'amplien a l'escriptura musical, la història de la música i a nous instruments (orgue, viola, clarinet). Els professors són músics o compositors de gran prestigi, i la seva influència marcarà profundament la vida musical europea. Pel que fa als jurats del concurs també en són membres personalitats alienes a la institució com Debussy, Ravel, Dukas, Messager.

## Conservatori Nacional Superior de Música i Dansa de París
El 1946, les activitats d'Art Dramàtic del Conservatori de Música i Declamació van ser objecte d'una reestructuració independent, escindint-se d'aquesta institució el Conservatori Nacional Superior d'Art Dramàtic de París, mentre que les activitats musicals i de dansa van ser reagrupades en el Conservatori Nacional Superior de Música i Dansa de París. Aquesta institució també té seu a la ciutat de Lió.
Sota l'impuls dels seus directors Marcel Dupré (1954-1956), Raymond Loucheur (1956-1962) i Raymond Gallois-Montbrun (1962-1983) van ser ampliats els seus plans d'estudi, introduint noves disciplines i establint els cicles de perfeccionament, inaugurats amb màster classes impartides pels més grans instrumentistes del moment (Mstislav Rostropóvitch, Christa Ludwig, Wilhelm Kempff, etc.).

## Localització actual
El 1984 va començar el trasllat del Conservatori a la coneguda la Cité de la musique. Els nous locals van ser inaugurats el 1990 i contenen, sobre 15.400 m2 (34.000 m2 de campus), 78 aules, 70 estudis de treball, 3 sales d'exàmens i de concurs, 7 sales per a orquestra, 3 sales públiques, una sala d'orgue, una sala d'art líric, l'espai Maurice Fleuret, un centre de música electroacústica i espais comuns. Acull més de 1.200 estudiants i els seus ensenyaments estan estructurats, amb 350 professors, en 9 departaments:
- Disciplines vocals (cant)
- Musicologia i anàlisi musical
- Disciplines teòriques i direcció d'orquestra
- Disciplines instrumentals clàssiques i contemporànies
- Música Antiga
- Jazz i improvisació
- Pedagogia musical
- Acústica
- Disciplines coreogràfiques

La tutela administrativa de l'Estat sobre el CNSMDP és exercida per la Direcció de la Música, de la Dansa, del Teatre i dels Espectacles, Sotsdirecció de la Formació Professional i de les Empreses Culturals, del Ministeri de la Cultura i de la Comunicació.